# Asio (geslacht)
Asio is een geslacht van vogels uit de familie uilen (Strigidae). Het geslacht telt negen soorten.

## Soorten
- Asio grammicus – Jamaicaanse uil
- Asio abyssinicus  – Ethiopische ransuil
- Asio capensis  – Afrikaanse velduil
- Asio clamator  – Gestreepte ransuil
- Asio flammeus  – Velduil
- Asio madagascariensis  – Madagaskarransuil
- Asio otus  – Ransuil
- Asio solomonensis  – Salomonsoehoe
- Asio stygius  – Grote ransuil